# Shakuen Eichō
Shakuen Eichō (zm. 1247; jap. 釋圓榮朝) – japoński mnich buddyjski, który, chociaż był uczniem mistrza zen szkoły rinzai Eisaia Myōana, ostatecznie został kapłanem szkoły tendai.

## Życiorys
Nie wiadomo, kiedy urodził się i skąd pochodził. Jako chłopiec rozpoczął praktykę jak większość ówczesnych mnichów w systemie szkoły tendai, który zawierał zarówno nauki ezoteryczne, jak i egzoteryczne.
Po przybyciu do Kamakury został w 1199 roku uczniem Eisaia Myōana. Praktykował zen bardzo zdecydowanie i wytrwale. Po jakimś czasie został przez Eisaia uznany jego spadkobiercą w linii przekazu huanglong (jap. ōryō).
Chociaż początkowo wydawało się, że będzie nauczał typowego dla tego okresu zenu synkretycznego, łączącego nauki zen z naukami ezoterycznymi, to jednak pod jego kierunkiem zen został całkowicie wchłonięty, bez zachowania swojej tożsamości, przez ogólną strukturę buddyzmu mahajany. Jego głównym zainteresowaniem cieszył się ezoteryczny aspekt szkoły tendai.
Na początku okresu jōō, czyli w roku 1222 lub 1223, założył klasztor Chōraku w dystrykcie Gumma (w regionie Kantō), którego został także pierwszym opatem. Przyciągnął wielu uczniów, z których niektórzy zyskali później sławę u innych nauczycieli, jak np. Jinshi Eison (1195–1272), Muhon Kakushin (1207–1298) czy też Enni Ben’en (1202–1280). Jest znany w historii szkoły rinzai właśnie przez swoich uczniów.
Uczeń Shakuena Zōsō Rōyo (1193-1276) został jego następcą w Chōraku-ji, który to klasztor uważany był za świątynię szkoły tendai.

## Linia przekazu Dharmy zen
Pierwsza liczba oznacza liczbę pokoleń mistrzów od 1 Patriarchy indyjskiego Mahakaśjapy.
Druga liczba oznacza liczbę pokoleń od 28/1 Bodhidharmy, 28 Patriarchy Indii i 1 Patriarchy Chin.
Trzecia liczba oznacza początek nowej linii przekazu w danym kraju.
- 45/18. Huanglong Huinan (1002–1069) odgałęzienie szkoły linji - huanglong
  - 46/19. Huitang Zuxin (1024–1100) 
    - 47/20. Huanglong Xinsou (1071–1115)
      - 48/21. Weiqing
        - 49/22. Shouzhuo
          - 50/23. Jiaichen
            - 51/24. Tanfen
              - 52/25. Zongjin
                - 53/26. Xu’an Huaichang (bd)
                  - 54/27/1. Eisai Myōan (1142–1215) Japonia. Szkoła zen rinzai
                    - 55/28/2. Ryōnen Myōzen (1184–1225)
                    - 55/28/2. Taikō Gyōyū (1163-1241)
                    - 55/28/2. Shakuen Eichō (zm. 1247) nie był mistrzem zen
                      - 56/29/3. Zōsō Rōyo (1193–1276) nie był mistrzem zen
                        - 57/30/4. Jakuan Jōshō (1229–1316)
                          - 58/31/5. Ryūzan Tokken (1284–1358)